# Brassica tournefortii
Brassica tournefortii là một loài thực vật có hoa trong họ Cải. Loài này được Gouan mô tả khoa học đầu tiên năm 1773.